# Roye, Haute-Saône
Roye là một xã ở tỉnh Haute-Saône trong vùng Franche-Comté phía đông nước Pháp.